# ロベルト・ソト
ロベルト・ソト（Roberto Soto López、1948年9月12日 - ）は、プエルトリコ・サンフアン出身の元プロレスラー。地元のプエルトリコでは、覆面レスラーのインベーダー2号（Invader #2）としての活動でも知られる。
カルロス・コロン主宰のWWCを主戦場に、アメリカ合衆国本土の深南部やニューヨーク地区でもベビーフェイスのポジションで活躍した。

## 来歴
デビュー後は実兄の "サイクロン" マヌエル・ソトとともにアメリカ本土で活動し、ニューヨークのWWWFではドクター・ジェリー・グラハム&エディ・グラハムらヒール勢のジョバーを務め、ゴリラ・モンスーンとの1対2のハンディキャップ・マッチも行われた。WWWFではマヌエルの「サイクロン」に対し、ロベルトは「ハリケーン」をニックネームとしていた。
その後、フロリダやジョージアなどNWAの南部テリトリーに進出。ジョージアでは1969年9月16日、マヌエルとの兄弟コンビでメイコン・タッグ王座の初代王者チームに認定されている。シングルでは1972年5月5日、バディ・コルトからジョージア・ヘビー級王座を奪取。以降もジョージアを主戦場に、アルゼンチン・アポロ、ボブ・アームストロング、ティム・ウッズなどの人気選手のパートナーとなって活動した。
1974年10月、新日本プロレスに初来日。シリーズ後半戦に特別参加したアンドレ・ザ・ジャイアントのパートナーに起用され、アントニオ猪木&坂口征二が保持していた北米タッグ王座に挑戦した。1977年3月の再来日時にはワールドリーグ戦の第4回大会に出場。外国人選手同士の公式戦ではマスクド・スーパースターとニコリ・ボルコフには敗退したが、トニー・チャールズとベラ・ロドリゲスからは勝利を収めている。エース格のジョニー・パワーズやスーパースター、ボルコフと組んでのタッグマッチでメインイベントにも再三出場した。翌1978年3月の来日では、当時ドラゴン・ブームを巻き起こしていた藤波辰巳とも対戦した。
その後、地元プエルトリコのWWCにて覆面レスラーのインベーダー2号に変身、インベーダー1号ことホセ・ゴンザレスとのタッグチームで活躍し、1978年11月11日にはケンゴ・キムラ&ハル・ササキから世界タッグ王座を、1979年8月5日にはダッチ・マンテル&フランキー・レインから北米タッグ王座をそれぞれ奪取。ドリー・ファンク・ジュニアとテリー・ファンクのザ・ファンクスとも抗争を展開した。
1981年1月、ジ・インベーダーのリングネームで国際プロレスに来日。ルー・テーズ杯争奪戦の前期予選に参戦し、Bブロック2位の戦績を残したが（アニマル浜口に敗退するも鶴見五郎とベン・アレキサンダーに勝利）、各ブロックの2位選手3名による敗者復活戦でラッシャー木村とボブ・スウィータンに連敗、秋に開催が予定されていた決勝リーグへの出場権は獲得できなかった。なお、本拠地プエルトリコでのインベーダーのマスクはオリジナルのものだったが、この国際プロレス来日時はミル・マスカラスを模した覆面を被っていた。
同年7月からはWWFのミッドカードに出場し、ジョージ・スティール、ラリー・シャープ、ジョニー・ロッズ、カルロス・ホセ・エストラーダらと対戦。若手時代のカート・ヘニングと組み、WWFタッグ王者チームのザ・ムーンドッグス（レックス&スポット）やミスター・サイトー&ミスター・フジとも対戦した。
以降、1980年代はプエルトリコにてインベーダー2号として活動し、アブドーラ・ザ・ブッチャー、オックス・ベーカー、アイアン・シーク、ブッチ・ミラー&ルーク・ウィリアムスのザ・シープハーダーズなどと抗争。アメリカ本土での活動も続け、1985年9月20日にはアラバマのコンチネンタル・チャンピオンシップ・レスリングにてNWAアラバマ・ヘビー級王座を獲得、翌1986年にかけてジェリー・スタッブスとタイトルを争った。1987年はテキサス州ダラスのWCCWにて、ブッチャーやキラー・ブルックスと対戦している。
セミリタイア後は、1993年8月にW★INGプロモーションにインベーダー2号として来日。プエルトリコでは1997年と1998年にWWCのアニバーサリー・イベントに出場した。

## 得意技
- ドロップキック
- クロス・ボディ

## 獲得タイトル
ジョージア・チャンピオンシップ・レスリング
- NWAメイコン・タッグ王座：2回（w / マヌエル・ソト、トム・ジョーンズ）[3]
- NWAジョージア・ヘビー級王座：1回[4]
- NWAサウスイースタン・ヘビー級王座（ジョージア版）：1回[19]
- NWAサウスイースタン・タッグ王座（ジョージア版）：4回（w / アルゼンチン・アポロ、ボブ・アームストロング×2、ティム・ウッズ）[20]

コンチネンタル・チャンピオンシップ・レスリング
- NWAアラバマ・ヘビー級王座：2回[14]

オール・サウス・レスリング・アライアンス
- ASWAジョージア・ヘビー級王座：1回[21]

ワールド・レスリング・カウンシル
- WWC世界タッグ王座：2回（w / インベーダー1号）[9]
- WWC北米タッグ王座：1回（w / インベーダー1号）[10]